# Canthigaster jamestyleri
 Canthigaster jamestyleri és una espècie de peix de la família dels tetraodòntids i de l'ordre dels tetraodontiformes.

## Morfologia
- Els mascles poden assolir 8,5 cm de longitud total.[4]

## Hàbitat
És un peix marí, de clima subtropical i associat als esculls de corall que viu entre 90-100 m de fondària.

## Distribució geogràfica
Es troba a l'Atlàntic occidental: davant les costes del sud-est dels Estats Units i el Golf de Mèxic.

## Observacions
És inofensiu per als humans.